# ラディスポリ
ラディスポリ（伊: Ladispoli）は、イタリア共和国ラツィオ州ローマ県にある、人口約41,000人の基礎自治体（コムーネ）。

## 地理

### 位置・広がり
ローマ県西部、ティレニア海沿岸のコムーネ。ローマ中心部から西へ約35kmの距離にある。

#### 隣接コムーネ
隣接するコムーネは以下の通り。
- チェルヴェーテリ
- フィウミチーノ

### 気候分類・地震分類
ラディスポリにおけるイタリアの気候分類 (it) および度日は、zona C, 1295 GGである。
また、イタリアの地震リスク階級 (it) では、zona 3B (sismicità bassa) に分類される。

## 歴史
ラディスポリのある土地には、古代エトルリアの都市カエレ（現在のチェルヴェーテリ）の港であるアルシウム (Alsium) があった。アルシウムは、のちにローマの植民地となり、マルクス・トゥッリウス・キケロの文章にもその名が登場している。
アルシウムは、6世紀のゴート戦争中、トーティラ率いる東ゴート族によって破壊された。その後この地域には、パロ（Palo）と名づけられた城砦が築かれた。パロはオルシーニ家の所領で、1693年からオデスカルキ家 (Erba-Odescalchi) の所有となった。現代に続くラディスポリの街は、1888年にラディスラオ・オデスカルキ（Ladislao Odescalchi）によって創設され、地名も彼に由来する。
1970年代後半から1990年代はじめにかけて、ラディスポリにはソ連から西側諸国（おもに米国、カナダ、オーストラリア）へと政治的・宗教的な庇護を求めて亡命した人々の難民キャンプが設けられていた。1980年代、旧ソ連から亡命してラディスポリに滞在したユダヤ人の経験は、Maxim D. Shrayerによる彼の文学回顧録 "Waiting for America"（2007年）で描かれている。

## 文化・観光

### 映画
(ラディスポリ周辺の映画)
- Fantasia sottomarina (1940年), ロベルト・ロッセリーニの短編
- Il ruscello di Ripasottile (1941年), ロベルト・ロッセリーニの短編
- The Place and the Time (2002年), ジュゼッペ・クリスティアーノの短編

### マリーナ・ディ・サン・ニコーラ
マリーナ・ディ・サン・ニコーラはティレニア海に面した行楽地で、アウレリア街道でローマから33kmの距離にある。
ローマ時代から海水浴場として使われたが、1960年代には現代住居共同体が生まれた。
ここにはローマ時代の「ポンペイウスの別荘」がある。

## 行政
ラディスポリには、以下の分離集落（フラツィオーネ）がある。
- Centro Storico, Cerreto, Casermette-Laghetto, Miami, Campo Sportivo, Caerevetus, Marina di San Nicola, Boietto, Olmetto-Monteroni, Palo Laziale

## 姉妹都市
- ベニカルロ (es) 、スペイン
- ホイゼンシュタム、ドイツ - 2001年